# Nimaathap
Nimaathap, Nima'at-Hapi o Nihap-ma'at (nj-m33.t-Ḥp, "Maat [la veritat] pertany a Hapi") va ser una reina consort egípcia en el temps de transició de la II a la III Dinastia. Nimaathap es considera generalment la reina consort del faraó Khasekhemui. Això es basa en el fet que la majoria dels seus segells es van trobar a la tomba d'aquest rei a Abidos. Es desconeix quants fills va tenir Nimaathap: els reis Djoser, Sekhemkhet i Sanakht són considerats de manera variable com els seus fills.
Nimaathap podria haver arribat a actuar com a regent del seu fill Djoser.
Se sap que va gaudir d'un culte mortuori de llarga durada.

## Fonts

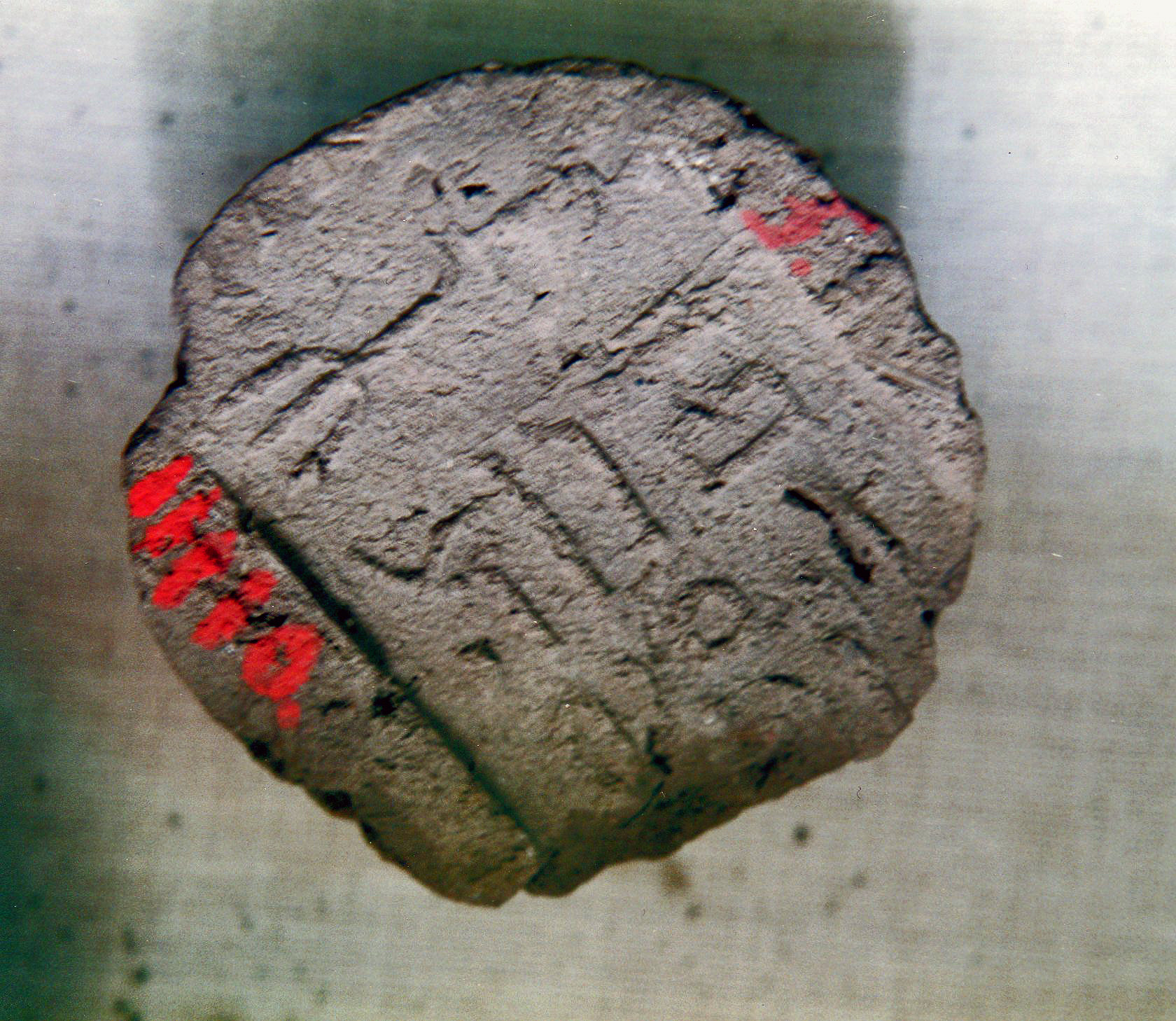
Fragment d'impressió de segell sobre fang que cita la "mare dels fills del rei", Nimaathap.

## Títols
Nimaathap tenia diversos títols:
- Mare del Rei (Mwt-neswt-bity). El títol més important de Nimaathap, que demostra que va donar a llum almenys un rei.

- Mare de fills reials (Mwt-mesw-nesw). Aquest títol únic pot indicar que Nimaathap va donar a llum a diversos pretendents de tron.
- Dona del Rei (hemet-new). Aquest títol apareix en una tassa de granit, però els estudiosos qüestionen l'autenticitat de l'artefacte.
- La que diu alguna cosa i es fa (per ella) immediatament (Djed-khetneb-iret-nes). Un títol de poders executius poc esmentat, que dona a la reina el dret d'exercir qualsevol comandament a la cort reial.
- Segelladora de la drassana (Sedjawty-Khwj-retek). No és clar si aquest títol en realitat era seu o si el segell del vas on va aparèixer feia referència a l'oficial de la drassana (sense nom).

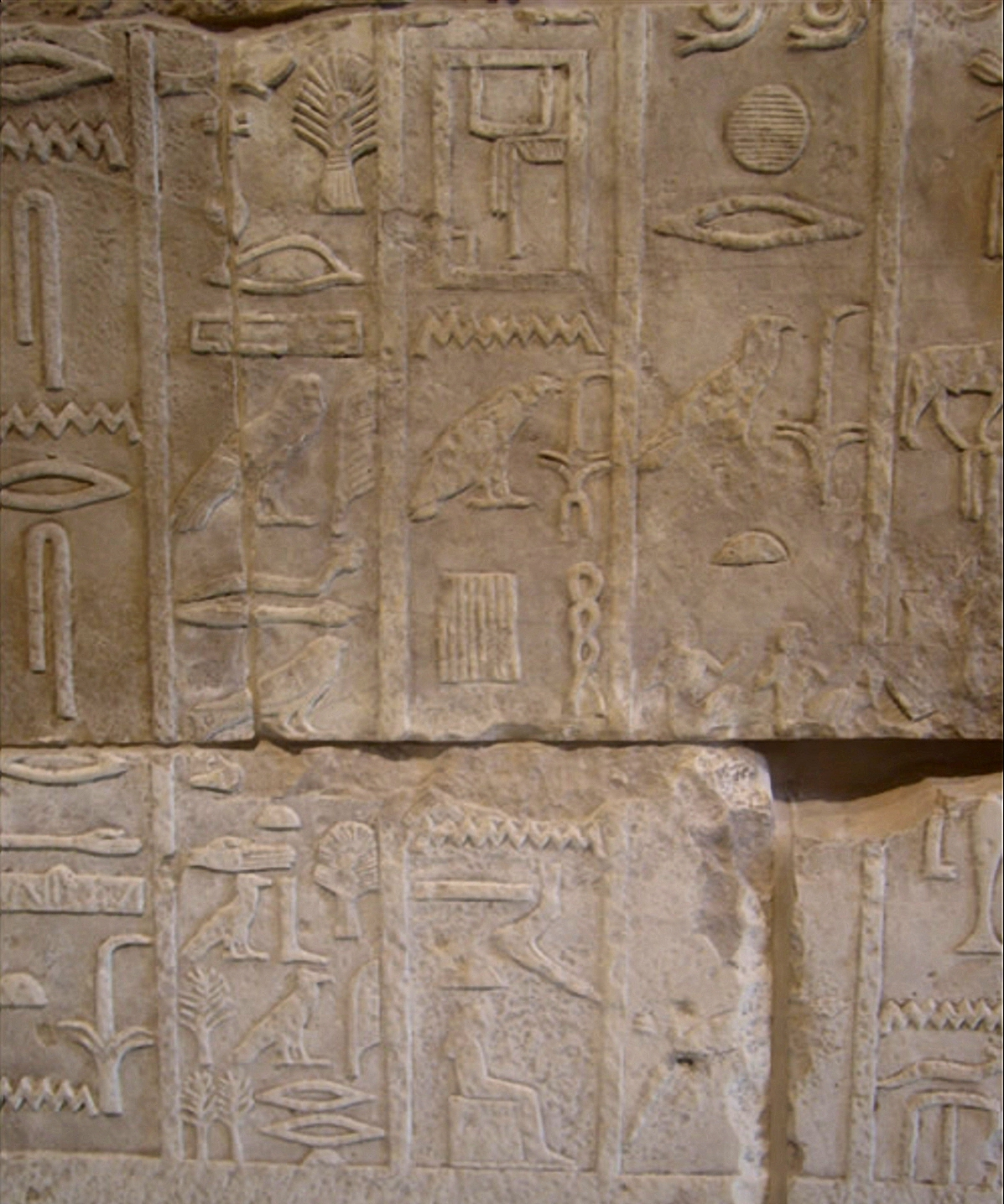
Inscripció a la mastaba de Metjen, esmentant la Mare del Rei Nimaathapi (Neue Museum de Berlín).

## Tomba
La tomba de Nimaathap no ha estat identificada amb certesa. Alguns egiptòlegs consideren que la mastaba K1 de Beit Khallaf és seva, perquè dins d'aquesta tomba s'hi van trobar una quantitat considerable d'impressions de segell amb el seu nom. Altres estudiosos pensen que estava planejat que Nimaathap fos enterrada a Abidos, a causa del seu matrimoni amb Khasekhemui. Però després possiblement va ser enterrada en algun lloc d'Abusir, perquè l'alt funcionari anomenat Metjen era responsable del seu culte mortuori, i normalment el supervisor d'un culte mortuori era enterrat prop de la tomba que supervisava.